# Incidente di Edirne
L'incidente di Edirne (in turco Edirne Vakasi, lett. "evento di Edirne") o rivolta del 1703, fu una rivolta dei giannizzeri iniziata a Costantinopoli (oggi Istanbul) nel 1703. La rivolta fu una reazione alle conseguenze del Trattato di Carlowitz e all'assenza dalla capitale del sultano Mustafa II. Anche il crescente potere dell'ex tutore del sultano, Şeyhülislam Feyzullah Efendi e l'economia in declino dell'impero, causata dagli appalti fiscali, furono tra le cause della rivolta. Come risultato dell'incidente di Edirne, Seyhulislam Feyzullah Efendi fu ucciso e il sultano Mustafa II fu estromesso dal potere. Il sultano fu sostituito da suo fratello, Sultan Ahmed III. L'incidente di Edirne contribuì al declino del potere del sultanato e al crescente potere dei giannizzeri e dei kadi.

## Cause
Furono tre le cause scatenanti dell'incidente di Edirne: il Trattato di Carlowitz, l'ascesa di Seyhulislam Feyzullah Efendi e la pratica ottomana degli appalti fiscali.
Il trattato di Carlowitz fu firmato il 16 gennaio 1699 in risposta alle guerre ottomane con gli Asburgo, i Veneziani, i Polacchi e i Russi. Esso pose fine a un periodo di guerra di quindici anni all'indomani del fallito assedio di Vienna da parte degli ottomani nel 1683. I negoziati di pace iniziarono solo in seguito alle numerose e urgenti richieste ottomane di pace e agli sforzi diplomatici da parte dell'Inghilterra e della Repubblica olandese. Gli ottomani avevano cercato disperatamente di porre fine alla guerra dopo che "l'esercito sotto il sultano fu annientato da Eugenio di Savoia negli scontri in campo aperto" (battaglia di Zenta). Il trattato delineò gli accordi del dopoguerra tra ottomani, veneziani, polacchi e Asburgo. (Un trattato di pace con la Russia non fu firmato fino al luglio 1700). Il Trattato di Carlowitz costrinse gli ottomani a cedere una notevole quantità di territori agli Asburgo e ai Veneziani. Gli Asburgo conquistarono l'Ungheria, la Croazia e la Transilvania dagli ottomani. I veneziani ricevettero la Dalmazia e la Morea. La Confederazione polacco-lituana ottenne la Podolia. Queste perdite territoriali ebbero effetti drastici sul potere geopolitico dell'Impero ottomano. "Con il Trattato di Carlowitz, l'Impero ottomano cessò di essere una potenza dominante nell'Europa centrale e orientale e iniziò a prendere una posizione difensiva nei confronti dei suoi vicini cristiani".
Dopo la firma del Trattato di Carlowitz, il sultano Mustafa II si ritirò a Edirne (Adrianopoli) e "lasciò gli affari politici e amministrativi a Şeyhülislam Feyzullah Efendi". Il trasferimento del Sultano a Edirne nel 1701 fu un tentativo politico di proteggere dal pubblico gli effetti del trattato. L'assenza del Sultano e la leadership di Şeyhülislam Feyzullah Efendi non furono sostenute dai giannizzeri. La corruzione e il nepotismo di Şeyhülislam Feyzullah Efendi, eccessivi anche per l'epoca, e la sua influenza sul sultano [erano] considerati troppo grandi. Inoltre, oltrepassò i confini della sua posizione di capo del ramo religioso della famiglia, stabilendo rapporti sociali che erano tradizionalmente di dominio e prerogativa delle famiglie dei visir e pascià”. La riforma economica del 1695 del Gran Visir Elmas Mehmed Pasha portò all'esistenza degli appati fiscali vita. Per secoli, vi furono aste annuali per determinare chi sarebbe stato autorizzato a riscuotere le tasse regionali per quell'anno. Ciò si rivelava dannoso per le province perché gli appaltatori fiscali avrebbero usato il loro breve potere per dissanguare la loro area. Mettendo all'asta la capacità di riscuotere per tutta la vita le tasse da una regione, il governo centrale mantenne il sostegno regionale perché l'élite regionale divenne dipendente dal governo centrale. "Molto rapidamente, nel 1703, questi appalti fiscali a vita si erano diffusi ed erano stati ampiamente utilizzati allo stesso modo nelle province balcaniche, anatoliche e arabe" (Impero ottomano 1700-1922). Tuttavia, il passaggio dalle scadenze annuali a quelle a vita non giovò all'economia. Solo circa un quinto delle tasse riscosse dagli appaltatori fiscali non arrivava mai al governo centrale. Di conseguenza, il governo centrale non aveva fondi sufficienti per pagare i suoi militari.

## Rivolta
L'Impero ottomano durante una guerra civile nel Regno di Imereti in Georgia stava sostenendo un candidato al trono. La Porta decise di inviare un esercito per essere efficace nella zona. Tuttavia, i salari dei membri dell'esercito erano stati ritardati e la subunità dei giannizzeri responsabile della logistica, denominata Cebeci, si ribellò il 17 luglio 1703 chiedendo il pagamento completo prima dell'operazione. L'incidente di Edirne, chiamato anche la rivolta del 1703, scoppiò a Costantinopoli. Questa rivolta iniziò tra i giannizzeri "che si lamentavano del ritardo della paga e dell'assenza del sultano". Sebbene la rivolta sia partita con i giannizzeri, presto crebbe fino a includere civili, soldati di basso rango, artigiani e membri degli ulema. Questi gruppi erano frustrati dal tentativo del sultano di mascherare la perdita di legittimità politica e l'ascesa del Shaykhulislam Feyzullah Efendi.  Con il supporto di altre unità dell'esercito, nonché di alcuni cittadini di Costantinopoli e della maggior parte degli ulema (capi religiosi), i ribelli saccheggiarono le case degli alti ufficiali del governo e iniziarono a controllare la capitale per diverse settimane. Sebbene avessero inviato un gruppo di rappresentanti a Edirne, Feyzullah Efendi li incarcerò. Ciò provocò i ribelli che iniziarono a marciare verso Edirne. Il sultano annunciò di aver deposto Feyzullah Efendi, ma si rivelò troppo troppo tardi e i ribelli decisero di detronizzare Mustafa II. Il sultano tentò di formare una linea di difesa alla periferia di Edirne. Tuttavia anche i soldati del sultano si unirono ai ribelli. "Il confronto militare al di fuori di Edirne fu evitato quando i lealisti imperiali, per lo più truppe reclutate dalla campagna balcanica, abbandonarono Mustafa e si riunirono ai ranghi da Costantinopoli".
Le richieste dei ribelli furono articolate dagli ulema attraverso i giudici kadi che erano "la rappresentazione più coerente del dominio ottomano nelle province". I kadi posero e risposero a quattro questioni sulla situazione in esame. “La prima riguardava l'abbandono da parte di Mustafa II della sua 'fiducia' nel prendersi cura dei suoi sudditi, 'lasciando regnare l'ingiustizia e l'iniquità' mentre andava a caccia, sperperando il tesoro pubblico. La seconda legittimava il diritto di una comunità musulmana di opporsi a un sovrano ingiusto. La terza condannava coloro che si schieravano con un sovrano ingiusto. La quarta accusò Mustafa II di "aver compromesso il suo mandato accettando i trattati di pace e concedendo tanto territorio alle potenze cristiane". La magistratura kadi dichiarò sostanzialmente Mustafa II inadatto al sultanato. Questo stile di sentenza giudiziaria islamica è chiamata fetva. Il clero o gli ulema (plurale arabo per persona esperta) erano tutti musulmani sunniti. A capo c'era il Seyhulislam (Capo Mufti) nominato dal Sultano e pagato con uno stipendio statale come il resto degli Ulema, i quali ricevevano un flusso di richieste dal governo centrale per certificare (solitamente sotto forma di sentenza scritta o fatwa) che tipo di proposta di azione del governo fosse conforme alla legge della Sharia. Il 22 agosto 1703, Mustafa II fu deposto (nuovamente nel Serraglio), e suo fratello Ahmed III divenne il nuovo sultano. Feyzullah Efendi fu ucciso dai ribelli.
Sebbene Mustafa II fosse stato sostituito come sultano, la rivolta continuò a Costantinopoli. Le violenze si protrassero per tre motivi problematici: “la mancanza di disciplina e controllo sul disordine e la distruzione; la dissoluzione dell'unità ribelle, in mezzo alle rivalità sull'equilibrio di potere; e infine la competizione per i doni di adesione all'incoronazione, la tradizionale ricompensa per il giuramento di fedeltà dei giannizzeri a un nuovo sultano." Questa richiesta finale era un mezzo attraverso il quale i giannizzeri esercitavano un controllo diretto sul sultano. I giannizzeri stavano essenzialmente enfatizzando la loro capacità di rimuovere un sultano dal potere o di reintegrare un nuovo sultano. Quando la violenza finì, "la cerimonia di sottomissione con cui i giannizzeri giurarono fedeltà al nuovo sultano fu un gesto teatrale che mascherava il vero potere del corpo di controllare gli eventi nella capitale imperiale".

## Conseguenze
Come risultato dell'incidente di Edirne, Mustafa II fu rimosso dal potere. Egli non fu danneggiato fisicamente dai ribelli e dopo essere stato rimosso dal sultanato, "trascorse il resto della sua vita in isolamento nel palazzo". Mustafa II fu sostituito da suo fratello Ahmed III che dopo essere stato dichiarato sultano, continuò l'hajj (pellegrinaggio) e non tornò a casa a Costantinopoli fino al 1706. Il sultano Ahmed III ristabilì la capitale dell'impero a Costantinopoli. Economicamente, gli ottomani erano ancora in difficoltà. Si afferma che Sari Mehmed Pasha, per sei volte capo ufficiale finanziario tra il 1703 e il 1716, abbia fuso l'argento del palazzo per compensare il pagamento di adesione per Ahmed III. Il pagamento di adesione era il trasferimento di denaro che il nuovo sultano doveva versare ai giannizzeri come parte della loro conferma del suo sultanato. Questo pagamento che il sultano era tenuto a fare ai giannizzeri era semplicemente un'altra aggiunta ai problemi finanziari che l'impero stava già vivendo.

## Eredità storica
La sconfitta di Mustafa II in battaglia, le condizioni dannose del Trattato di Carlowitz e la sua espulsione dal potere contribuirono al generale declino del sultanato come istituzione. "Mentre nel XVI secolo o anche all'inizio del XVII secolo, il potere dei sultani era stato rispettato e persino temuto, questo non era più vero dopo le numerose sconfitte ottomane nelle guerre del 1683-1718".  La manipolazione economica del sultano Ahmed III dimostrò anche un declino del potere del sultanato. Il continuo indebolimento del sultanato contribuì al rafforzamento dei poteri provinciali.
L'incidente di Edirne rafforzò il potere sia dei giannizzeri che dei kadi. Il potere dei giannizzeri sul sultano fu dimostrato non solo attraverso il loro attacco, ma anche attraverso la loro capacità di manipolare economicamente il sultano Ahmed III. I kadi' rivelarono il loro potere sul sultano attraverso la loro interpretazione della legge islamica. Poiché i kadi erano i capi ottomani più accessibili nelle province, il loro crescente potere sul sultanato contribuì al crescente decentramento del potere all'interno dell'Impero ottomano.